# Isekai Shokudō
Isekai Shokudō (jap. 異世界食堂) ist eine Roman- und Light-Novel-Serie von Junpei Inuzuka. Die Romanreihe erscheint seit 2013 und wurde 2015 zunächst als Light-Novel mit Illustrationen von Katsumi Enami umgesetzt. Von 2016 bis 2019 folgte ein Manga und 2017 eine Animeserie für das japanische Fernsehen. Der Anime wurde international auch als Restaurant to Another World bekannt. In den Geschichten geht es um eine Gaststätte, deren Tür einmal in der Woche in eine fremde Welt führt, deren Bewohner und Wesen dann hier einkehren um die Spezialitäten aus der menschlichen Welt zu genießen.

## Inhalt
Das „Westliche Restaurant Nekoya“ liegt nah einer gewöhnlichen Ladenstraße in Tokio und bietet eine Mischung aus europäischer und japanischer Küche. An den Wochenenden hat es geschlossen – jedenfalls für die irdischen Besucher. An jedem Samstag stellt die Tür der Gaststätte eine Verbindung zu einer anderen, märchenhaften Welt her. An mehreren Orten dieser Welt erscheinen Türen in das Nekoya und ihre Bewohner können eintreten, um die für sie ungewöhnlichen und jedem schmeckenden Speisen aus der fremden Welt zu essen. Nicht wenige der Besucher sind Stammgäste, die jede Woche wiederkommen und immer wieder das gleiche bestellen. Doch eines Tages verirrt sich eine schwache Dämonin nach Ladenschluss in die Küche. Als der Wirt sie dort findet, nachdem sie vom Verzehren der Essensreste eingeschlafen ist, stellt er sie kurzerhand als neue Bedienung ein, weil sie sonst keine Bleibe oder Anstellung hat. So lernt die Dämonin mit Namen Aletta nach und nach die Stammgäste des Lokals kennen und begegnet immer wieder auch Gästen, die das erste Mal in das Nekoya finden und von dessen Angebot begeistert sind.

## Buchveröffentlichungen
Die Romanreihe erscheint seit Januar 2013 bei Shōsetsuka ni Narō. Seit Februar 2015 bringt der Verlag Shufunotomo eine Umsetzung als Light-Novel heraus, die wie der Roman von Junpei Inuzuka geschrieben wird. Die Illustrationen stammten von Katsumi Enami und umfasst bisher sechs Bände (Stand: Oktober 2021).
Takaaki Kugatsu schuf eine Adaption des Werks als Manga. Dieser erschien von November 2016 vis Juni 2019 in Serie im Magazin Young Gangan bei Square Enix. Der Verlag brachte die Kapitel auch in insgesamt vier Sammelbänden heraus. Der zweite verkaufte sich in Japan über 47.000 mal in der ersten Woche. Eine englische Übersetzung ist auf der Plattform Crunchyroll verfügbar.
Eine zweite Manga-Umsetzung von Morozawa Yamizawa erscheint seit April 2021 unter dem Titel Isekai Shokudō: Yōshoku no Nekoya im Gekkan Shōnen Ace und umfasst bisher sieben Sammelbände (Stand: Dezember 2024).

## Anime-Adaption
Im Jahr 2017 entstand bei Studio Silver Link eine Anime-Adaption für das japanische Fernsehen. Hauptautor war Masato Jinbo, der auch Regie führte. Das Charakterdesign stammt von Keiichi Sano und Takao Sano, die künstlerische Leitung lag bei Shinji Katahira.
Die 12 je 25 Minuten langen Folgen wurden von 3. Juli bis 18. September 2017 bei TV Tokyo, AT-X und BS Japan ausgestrahlt. Parallel dazu wurde die Serie international von Crunchyroll veröffentlicht, unter anderem mit deutschen und englischen Untertiteln. Eine englische Synchronfassung lief auf dem Sender Aniplus Asia und online bei Funimation Entertainment.

### Synchronisation
| Rolle              | japanischer Sprecher (Seiyū) |
| ------------------ | ---------------------------- |
| Wirt               | Junichi Suwabe               |
| Aletta             | Sumire Uesaka                |
| Alphonse Flugel    | Fumihiko Tachiki             |
| Tatsugorō          | Hōchu Ōtsuka                 |
| Sarah Gold         | Kiyono Yasuno                |
| Artorius           | Motomu Kiyokawa              |
| Kuro               | Saori Ōnishi                 |
| Red Queen          | Shizuka Itou                 |
| Heinrich Seelemann | Tomokazu Sugita              |

### Musik
Die Musik der Serie stammt von Miho Tsujibayashi und Tomishiro. Der Vorspann ist unterlegt mit dem Lied One In A Billion von Wake Up, May’n! Der Abspanntitel ist Chiisana Hitotsubu (ちいさなひとつぶ) von Kiyono Yasuno.